# 仲本海岸

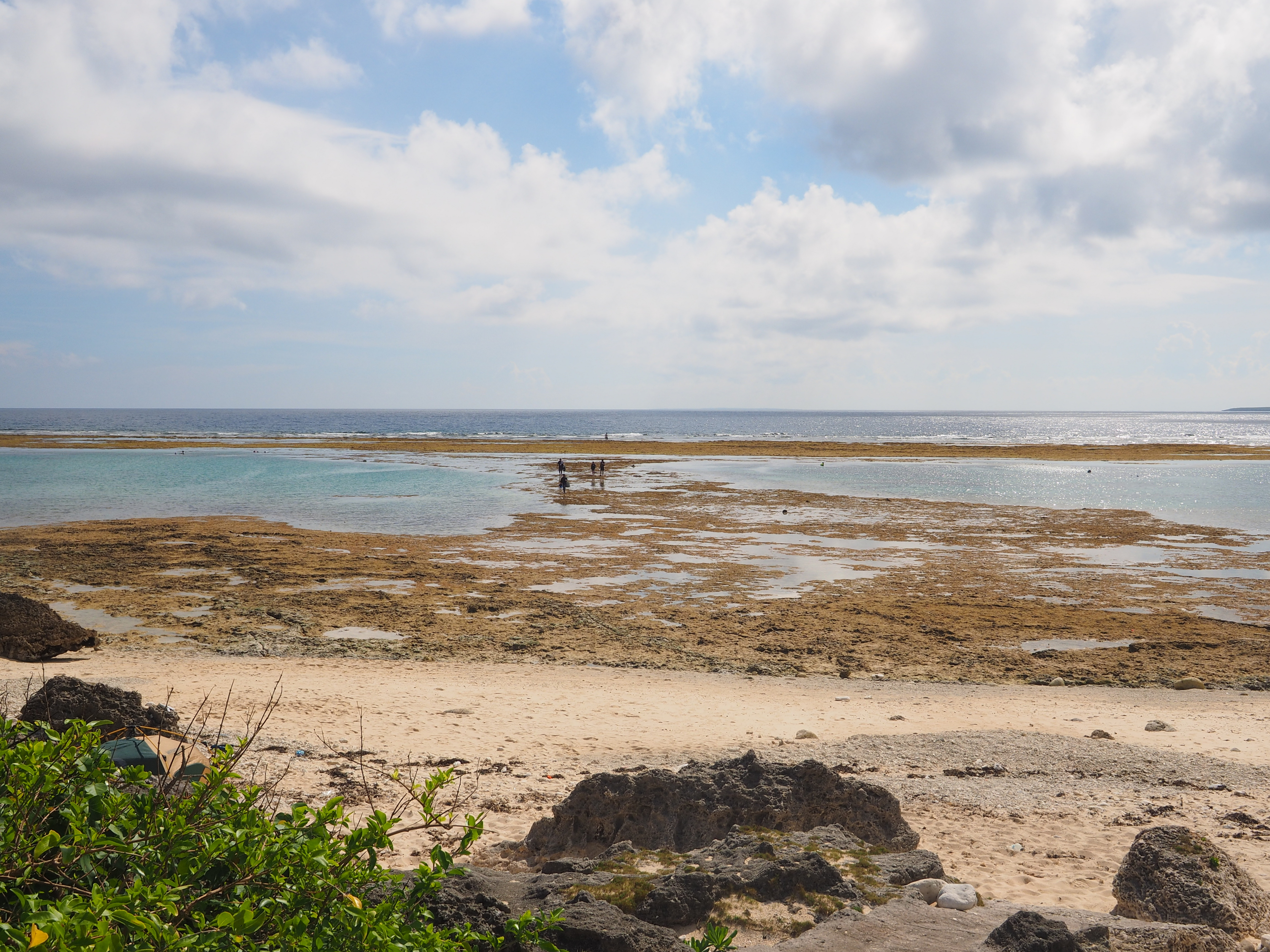
仲本海岸のワタンジ

仲本海岸（なかもとかいがん）は、沖縄県竹富町の黒島西部にある海岸である。

## 概要
島の南西部に位置し、黒島では最も名の知られたビーチである。砂浜は狭いが、干潮時には、海岸からリーフの間に琉球方言で「ワタンジ」（渡道）と呼ばれる橋状のサンゴ礁が現れ、リーフエッジまで歩いていけるようになり、リーフ内は琉球方言で「イノー」と呼ばれるプール状の礁池になる。

## 施設
トイレ、シャワー・更衣室設備、東屋のある休憩所が整備されている。海岸の入口には売店「南見家（パイミヤ）」がある。徒歩で5分ほどの場所に民宿が数件ある。

## レジャー
| 海岸入口の看板とAED。右側の看板は、赤色の「遊泳禁止」と黄色の「遊泳注意」（遊泳可能時）に差し替えられる。 |  | 海岸入口の看板とAED。右側の看板は、赤色の「遊泳禁止」と黄色の「遊泳注意」（遊泳可能時）に差し替えられる。 |
| 海岸入口の看板とAED。右側の看板は、赤色の「遊泳禁止」と黄色の「遊泳注意」（遊泳可能時）に差し替えられる。 |  | |

透明度が高く、シュノーケリングのポイントとして知られる。また、近くにはダイビングのポイントもある。リーフ内では熱帯魚が泳ぐさまが間近で見られる。海岸左手のリーフ内が、熱帯魚・サンゴともに種類も数も多い。

### 遊泳時の注意
仲本海岸は竹富町が指定する海水浴場ではなく、監視員は常駐していない。海上保安庁の調査によれば、干潮時は比較的静穏だが、満潮時や潮が満ち引きする際に北西方向に強い潮流が発生する可能性が指摘されている。また、リーフエッジ付近は潮流が速いため注意が必要とされる。実際、2007年から2009年までの3年間に5件（2007年3件、2008年1件、2009年1件）の死亡事故が発生する等、水難事故が多発している。
このため、仲本海岸の監視小屋ではライフジャケットを無料で貸し出しており、黒島研究所でも入館者にライフジャケットを貸し出している。また、2012年には海上保安庁により海難事故への注意を呼びかける看板が設置されている。仲本海岸、黒島研究所、黒島診療所にはAEDも設置されている。
地元の消防団が天候や海況により遊泳禁止の措置をとっており、近年は干潮前後の時間帯のみが遊泳可能とされている。遊泳の可否は、海岸の入口に設けられた看板で示される。また、遊泳の可否や遊泳可能な時間帯は、黒島の民宿で分かるほか、当日朝に石垣港離島ターミナルに掲示され、有志によってネットで情報が提供されているため、事前に知ることができる。
ゴマモンガラ、ムラサメモンガラ、オニヒトデ、ウミヘビなどの危険生物にも注意が必要である。

## 交通アクセス
- 黒島港から約1.8-2.5km、自転車で9-15分。海岸近くの仲本集落にある民宿では、黒島港から民宿までの送迎あり[3][10][14]。

## ギャラリー

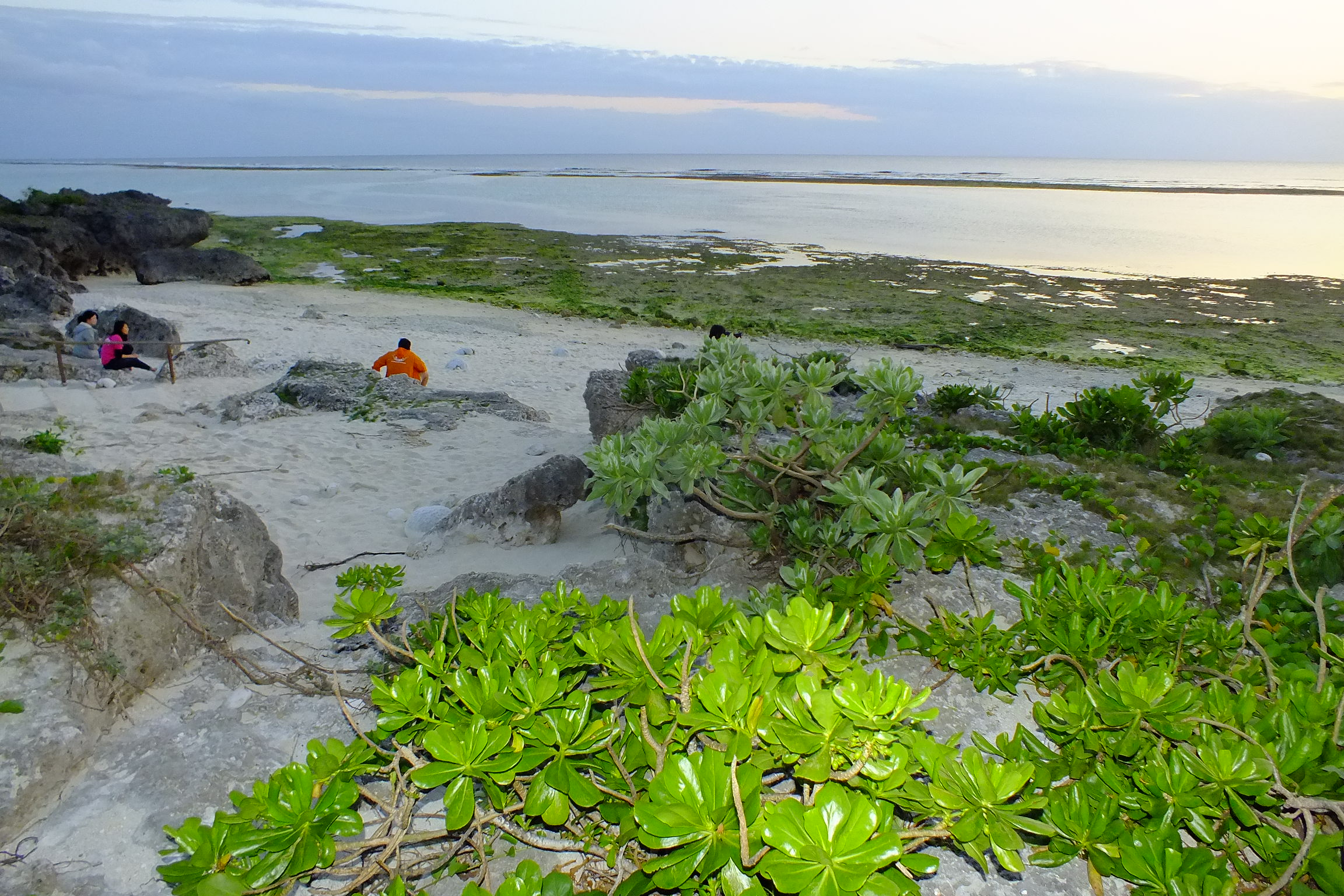
仲本海岸の植生